# Сабирхузин, Рустем Вилевич
Рустем Вилевич Сабирхузин (род. 4 января 1978 года в Уфе, Башкирская АССР, РСФСР, СССР) — российский и казахстанский пятиборец. Заслуженный мастер спорта России по современному пятиборью. Мастер спорта Республики Казахстан международного класса. Двукратный чемпион мира в командном первенстве, 3-х кратный чемпион Европы в команде и эстафете.

## Биография
Начал тренироваться в 1986 году в Уфе. В течение 25 лет он тренируется у В. М. Чудновского. В 2011 году не вошёл в сборную России, переехал в Астану и начал выступать за сборную Казахстана.
Победитель и призёр нескольких чемпионатов мира и Европы по современному пятиборью.
Участник Олимпийских игр 2004 года и 2012 года.
Получил лицензию на лондонскую Олимпиаду-2012 выступая за сборную команду Казахстана.
На Олимпиаде занял 21 место, набрав 5564 очка, причем попал в десятку в фехтовании, выиграв 19 поединков.
В 2012 году участвовал в эстафете олимпийского огня в Уфе на ипподроме «Акбузат».
Окончил Уфимский государственный авиационный технический университет (УГАТУ, ранее Уфимский авиационный институт, УАИ) в 2009 году.

## Олимпийские игры
- Олимпийские игры 2004 года Афины (Греция). Рустем Сабирхузин выступал в личном первенстве за команду России вместе с Андреем Моисеевым.

| Место | Спортсмен                  | Возраст | Стрельба очки/результат | Фехтование | Плавание очки/результат | Конкур | Кросс очки/результат | Сумма |
| 10    | Сабирхузин Рустем · Россия | 26 лет  | 1156/185                | 888        | 1216/2.12,02            | 908    | 1084/9.39,60         | 5252  |

- Олимпийские игры 2012 года Лондон (Великобритания). Рустем Сабирхузин выступал команду Казахстана.

| Место | Спортсмен                     | Возраст | фехтование | плавание результат/очки | конкур | Комбайн результат/очки | Сумма |
| 21    | Сабирхузин Рустем · Казахстан | 34 года | 856        | 2.13,21/1204            | 1100   | 10.49,57/2404          | 5564  |

## Личная жизнь
Женат. Имеет двух сыновей.